# Всеслав Микулич
Всеслав Микулич (умер до 1186) — князь из полоцкой ветви династии Рюриковичей. Правил Логойском, одним из уделов Полоцкого княжества.
О его происхождении ничего неизвестно, но по некоторым источникам, он был внуком князя Давыда Всеславича и сыном некоего Микулы, который известен только по отчеству Всеслава. Известен как первый из двоих князей Логойска. Упоминается в 1180 году в Ипатьевской летописи — согласно ей, он был союзником Изяславльских и Полоцко-Витебских князей, а также участвовал в борьбе Святослава Всеволодовича Черниговского и Давыда Ростиславича Смоленского. Он был на стороне Святослава, подоспев ему на помощь к Друцку, где завязалась борьба.
Далее упоминаний о князе нет, но по Лаврентьевской летописи известно, что в 1186 году в Логойске правил уже другой князь, Василько Володаревич.